# ارجین
ارجین، روستایی از توابع بخش مرکزی شهرستان سلطانیه شهرستان سلطانیه در استان زنجان ایران است.

## جمعیت
این روستا در دهستان سلطانیه قرار دارد و براساس سرشماری مرکز آمار ایران در سال ۱۳۸۵، جمعیت آن ۱۶۴ نفر (۴۸خانوار) بوده‌است.